# Фрионе, Рикардо
Рикардо Альберто Фрионе (исп. Ricardo Alberto Frione; 7 февраля 1911, Монтевидео — 11 марта 1986, Милан) — уругвайский и итальянский футболист, нападающий. Выступал за ряд футбольных клубов Италии в 1930—1940-е годы.

## Карьера
В 1932 году Рикардо с младшим братом Франсиско приехали в Италию и стали игроками миланского «Интера». До этого у себя на родине они вместе выступали за клуб «Монтевидео Уондерерс», с которым в 1931 году одержали победу в чемпионате Уругвая. В отличие от своего брата, Рикардо Фрионе не сумел закрепиться в стане чёрно-синих. Он сыграл лишь один матч в Серии А против «Наполи» в июне 1933 года, где оформил дубль, что не помогло его клубу выиграть встречу, которая завершилась со счётом 3:5 в пользу неаполитанцев; по другим сведениям во встрече он забил лишь один гол. По окончании сезона уругвайский нападающий покинул «Интер». В дальнейшем он сменил несколько команд в Италии: выступал за «Торрес», «Санремезе», «Козенцу», «Салернитану», выступавшие в низших дивизионах страны. В 1938 году Рикардо второй раз пришёл в «Санремезе», который к тому времени поднялся в Серию Б. Затем футболист перешёл в швейцарский «Серветт», но в 1940 году вернулся в Италию. После сезона в «Бьеллезе» уругваец стал игроком «Пармы». В майке жёлто-синих Фрионе отыграл 4 сезона: три в третьей по силе лиге Италии (Серии С) и сезон 1943/44, который из-за продолжавшейся Второй мировой войны был проведён в формате единого турнира для клубов страны. В 1944 году Рикардо Фрионе завершил карьеру футболиста.
Умер в 1986 году в Милане.

## Интересные факты
Во время выступления за «Интернационале» Рикардо получил прозвище «Фрионе I», а его брат Франсиско — «Фрионе II».

## Титулы
- Чемпион Уругвая: 1931